# Frédéric II de Zollern (1451-1505)

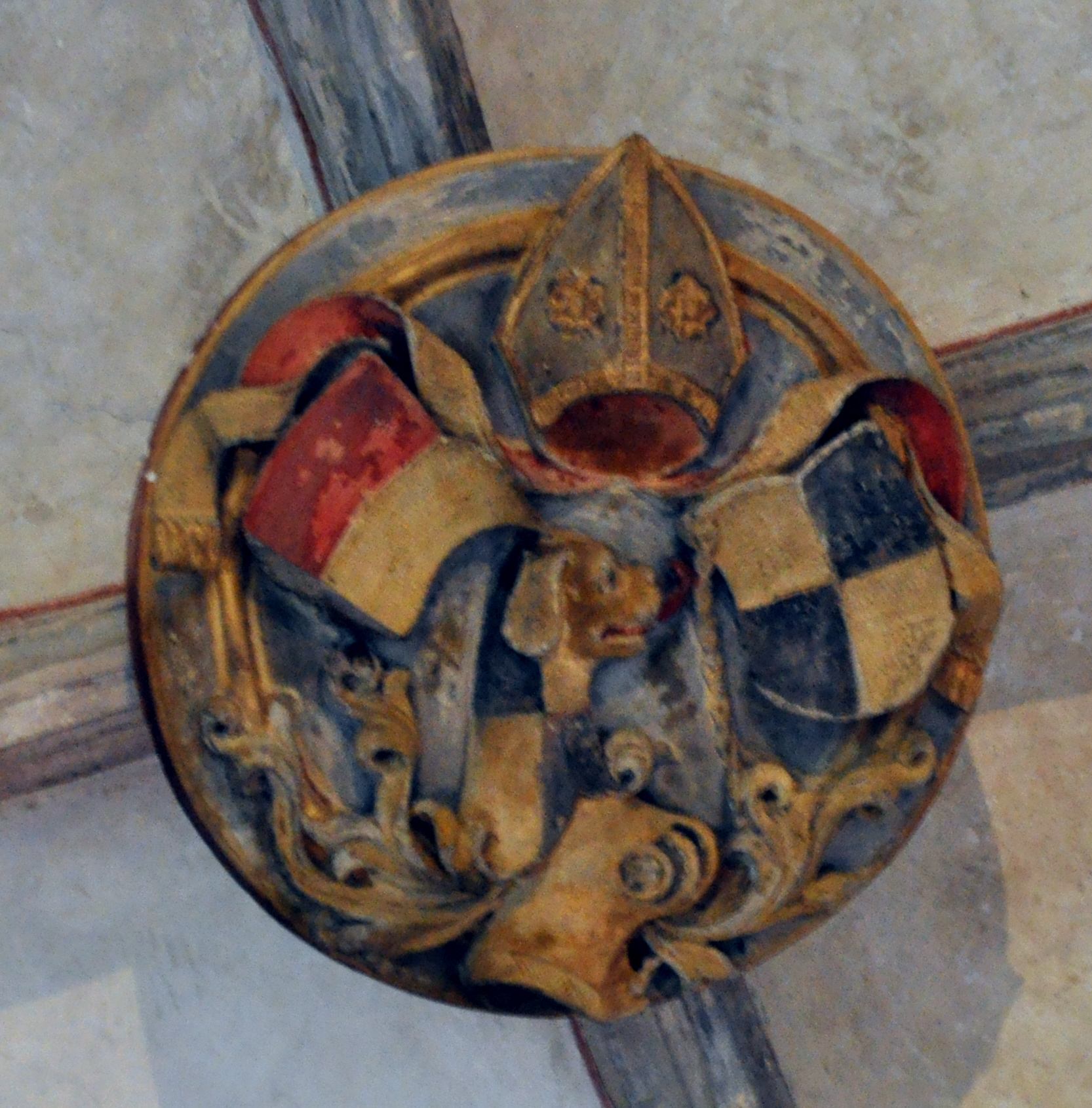
Blason de l'évêque dans le cloître de la cathédrale d'Augsbourg, vers 1486-1488 (armes des Zollern et armes de la principauté épiscopale d'Augsbourg.

Frédéric II de Zollern (Friedrich II. von Zollern), né en 1451 et mort le 8 mars 1505 au château de Dillingen, est le prince-évêque d'Augsbourg de 1486 jusqu'à sa mort.

## Famille
Frédéric est le fils aîné de Just-Nicolas Ier, comte de Hohenzollern, et d'Agnès de Werdenberg, sœur du comte Hugues XI de Werdenberg (de) et de l'évêque Jean II d'Augsbourg. Le comte Eitel-Frédéric II est l'un de ses frères, Georg Truchsess von Waldburg-Zeil (de), le « Bauernjörg », un de ses neveux.

## Biographie
Frédéric est chanoine de Constance et de Strasbourg. Il étudie à l'université de Fribourg et à l'université d'Erfurt, dont il devient recteur en 1470. En 1477, il devient recteur de l'université de Fribourg et laisse y enseigner le théologien Jean Geiler de Kaysersberg. Leur relation s'est approfondie à Strasbourg, où Frédéric est devenu doyen de la cathédrale et Geiler, prédicateur à la cathédrale de Strasbourg.
Après la mort de l'évêque d'Augsbourg Jean II de Werdenberg, son oncle, il est élu pour lui succéder avec l'appui des Habsbourgs, en 1486. Son rival est alors le prince Jean de Palatinat-Mosbach (de) (1443-1486), qui se croise après sa défaite et meurt peu après en Terre Sainte.
L'Allgemeine Deutsche Biographie explique ainsi la manière dont Frédéric de Zollern a pris possession de son siège : « Lorsque Geiler a souligné les obligations liées à sa haute dignité, il était impatient de faire plus pour lui que la plupart des évêques contemporains pour préserver le caractère spirituel de sa fonction. Lors d'occasions festives, il accomplissait lui-même le culte, contrairement à ses pairs, dont la robe, comme il le disait lui-même, ressemblait plus souvent à celle des musiciens. Il était vêtu simplement et dignement et a mené jusqu'au bout une vie chaste et pure jusqu'au bout. » « Dès le début de son mandat, il a convoqué un synode diocésain à Dillingen, il a invité son ami Geiler de Kaysersberg en 1488 et 1490 comme prédicateur à la cathédrale d'Augsbourg. Frédéric visitait régulièrement les monastères et a promu les efforts de réforme de l'ordre bénédictin. En 1500, il consacre la basilique Saint-Ulrich-et-Sainte-Afre. »
L'évêché a été agrandi grâce au rachat du gage de Pfaffenhausen et l'acquisition de la seigneurie d'Aislingen, et en 1497 il rejoint la ligue de Souabe. Le roi et plus tard empereur  Maximilien Ier a été soutenu par des prêts et des troupes dans les batailles avec les Suisses et dans la guerre de succession de Landshut. 
La relation de l'évêque avec sa famille était agréable et amicale. Tout au long de sa vie, il a montré à son père amour et une admiration filiale. Il était un oncle bienveillant et attentionné envers les enfants de ses frères et sœurs.
Frédéric meurt inopinément d'une maladie rapide le 8 mars 1505 au château épiscopal de Dillingen. Il est inhumé à la chapelle Sainte-Gertrude de la cathédrale d'Augsbourg. Il avait déjà écrit un chant funèbre mort pour lui-même et avait fait préparer sa tombe.

## Source de la traduction
- (de) Cet article est partiellement ou en totalité issu de l’article de Wikipédia en allemand intitulé « Friedrich II. von Zollern » (voir la liste des auteurs).